# Wheatbelt

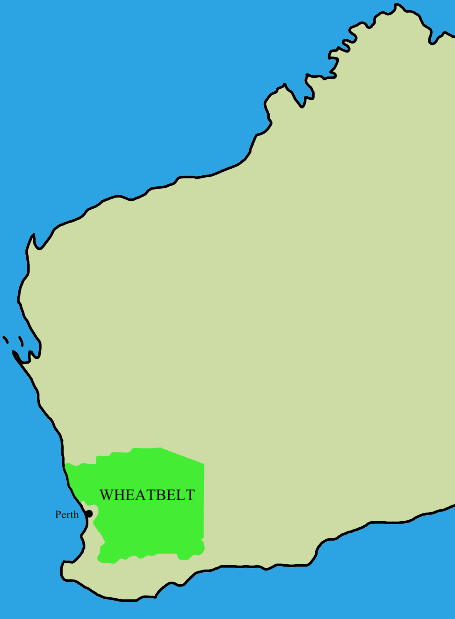
Lokalizacja regionu Wheatbelt

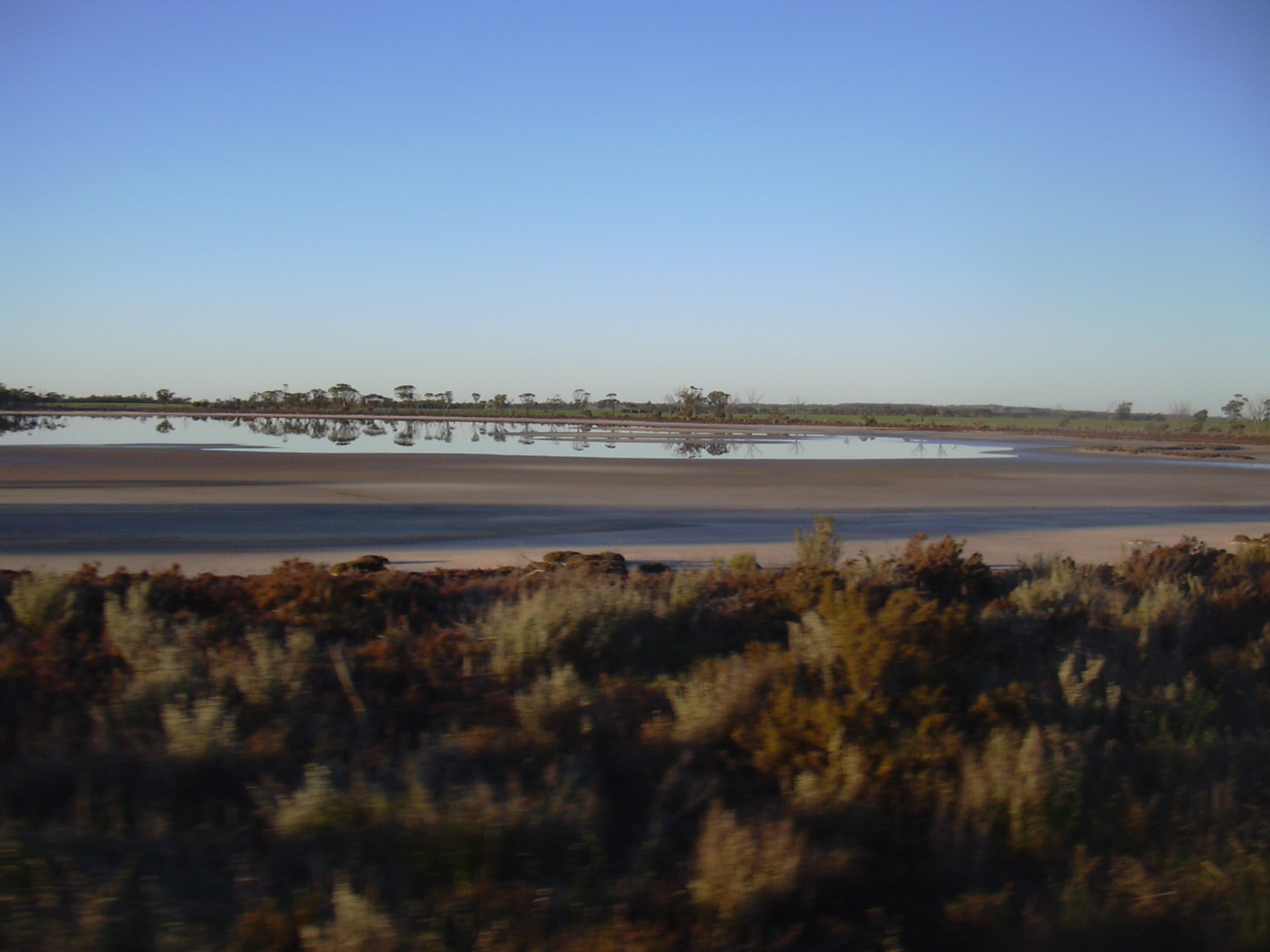
Solnisko niedaleko miasteczka Babakin

Wheatbelt – jeden z dziewięciu regionów Australii Zachodniej zajmujący obszar 154 862 km², a zamieszkuje go około 72 000 osób. Od zachodu granicę stanowią miasto Perth, region Peel oraz Ocean Indyjski. Od północy region Mid West, od wschodu Goldfields-Esperance. Od południa graniczy z South West and Great Southern regions.

## Podział administracyjny
W Wheatbelt jest najwięcej jednostek samorządu lokalnego spośród wszystkich regionów Australii zachodniej. Znajdują się tam:
- Hrabstwo Beverley
- Hrabstwo Brookton
- Hrabstwo Bruce Rock
- Hrabstwo Chittering
- Hrabstwo Corrigin
- Hrabstwo Cuballing
- Hrabstwo Cunderdin
- Hrabstwo Dandaragan
- Hrabstwo Dalwallinu
- Hrabstwo Dowerin
- Hrabstwo Dumbleyung
- Hrabstwo Gingin
- Hrabstwo Goomalling
- Hrabstwo Kellerberrin
- Hrabstwo Kondinin
- Hrabstwo Koorda
- Hrabstwo Kulin
- Hrabstwo Lake Grace
- Hrabstwo Merredin
- Hrabstwo Moora
- Hrabstwo Mount Marshall
- Hrabstwo Mukinbudin
- Hrabstwo Narembeen
- Hrabstwo Narrogin
- Gmina Narrogin
- Hrabstwo Northam
- Hrabstwo Nungarin
- Hrabstwo Pingelly
- Hrabstwo Quairading
- Hrabstwo Tammin
- Hrabstwo Toodyay
- Hrabstwo Trayning
- Hrabstwo Victoria Plains
- Hrabstwo Wagin
- Hrabstwo Wandering
- Hrabstwo West Arthur
- Hrabstwo Westonia
- Hrabstwo Wickepin
- Hrabstwo Williams
- Hrabstwo Wongan-Ballidu
- Hrabstwo Wyalkatchem
- Hrabstwo Yilgarn
- Hrabstwo York